# Championnat du Burundi de football 2018-2019
Navigation
Saison précédente Saison suivante
La saison 2018-2019 du Championnat du Burundi de football est la cinquante-sixième édition de la Primus League, le championnat de première division au Burundi. Les seize meilleures équipes du pays sont regroupées au sein d’une poule unique où ils s’affrontent deux fois au cours de la saison, à domicile et à l’extérieur. En fin de saison, les trois derniers du classement sont relégués et remplacés par les trois meilleurs clubs de deuxième division.
C'est le club Aigle Noir FC de Makamba qui est sacré cette saison après avoir terminé en tête du classement final. Il s’agit du premier titre de champion du Burundi de l’histoire du club.

## Qualifications continentales
Le champion du Burundi se qualifie pour la Ligue des champions de la CAF 2019-2020 tandis que le vainqueur de la coupe nationale (ou le vice-champion si la Coupe n'est pas organisée) obtient son billet pour la Coupe de la confédération 2019-2020.

## Les clubs participants
- Vital’O FC
- Rukinzo FC - Promu de D2
- Atlético Olympic
- LLB Académic
- Olympic Muremera
- Le Messager FC Ngozi
- Bujumbura City FC
- Aigle Noir FC de Makamba
- Le Messager FC de Bujumbura
- Kayanza United - Promu de D2
- Flambeau du Centre
- Olympique Star
- Les Lierres FC
- Bumamuru Standard - Promu de D2
- Flambeau de l’Est
- Musongati FC

## Compétition
Le barème utilisé pour établir le classement est le suivant :
- Victoire : 3 points
- Match nul : 1 point
- Défaite : 0 point

### Classement
| Rang | Équipe                      | Pts | J  | G  | N  | P  | Bp | Bc | Diff |
| ---- | --------------------------- | --- | -- | -- | -- | -- | -- | -- | ---- |
| 1    | Aigle Noir FC de Makamba C  | 68  | 30 | 21 | 5  | 4  | 72 | 26 | +46  |
| 2    | Musongati FC                | 55  | 30 | 16 | 7  | 7  | 54 | 32 | +22  |
| 3    | Vital’O FC                  | 53  | 30 | 16 | 5  | 9  | 32 | 20 | +12  |
| 4    | Le Messager FC NgoziT       | 49  | 30 | 13 | 10 | 7  | 40 | 29 | +11  |
| 5    | Bumamuru StandardP          | 44  | 30 | 13 | 5  | 12 | 32 | 33 | -1   |
| 6    | Rukinzo FC P                | 41  | 30 | 12 | 5  | 13 | 33 | 28 | +5   |
| 7    | Bujumbura City FC           | 41  | 30 | 11 | 8  | 11 | 35 | 34 | +1   |
| 8    | Ngozi City FC               | 37  | 30 | 10 | 7  | 13 | 24 | 40 | -16  |
| 9    | Flambeau du Centre          | 37  | 30 | 9  | 10 | 11 | 39 | 40 | -1   |
| 10   | Olympique Star              | 37  | 30 | 9  | 10 | 11 | 37 | 48 | -11  |
| 11   | Les Lierres FC              | 36  | 30 | 8  | 12 | 10 | 30 | 38 | -8   |
| 12   | Kayanza UnitedP             | 34  | 30 | 8  | 10 | 12 | 28 | 34 | -6   |
| 13   | LLB Académic                | 33  | 30 | 8  | 9  | 13 | 27 | 37 | -10  |
| 14   | Flambeau de l'Est           | 33  | 30 | 7  | 12 | 11 | 20 | 27 | -7   |
| 15   | Atlético Olympic            | 33  | 30 | 9  | 6  | 15 | 28 | 38 | -10  |
| 16   | Le Messager FC de Bujumbura | 26  | 30 | 7  | 5  | 18 | 29 | 56 | -27  |

|  | Qualification pour la Ligue des champions de la CAF 2019-2020            |
|  | Qualification pour la Coupe de la confédération 2019-2020                |
|  | Relégation directe en deuxième division                                  |
|  | T : Tenant du titre C : Vainqueur de la Coupe du Burundi P : Promu de D2 |

## Bilan de la saison
| Championnat du Burundi de football 2018-2019 |                                      |
| Champion                                     | Aigle Noir FC de Makamba (1er titre) |
| Coupes et trophées                           |                                      |
| Vainqueur de la Coupe du Burundi 2018-2019   | Aigle Noir FC de Makamba             |
| Qualifications continentales                 |                                      |
| Ligue des champions de la CAF 2019-2020      | Aigle Noir FC de Makamba             |
| Coupe de la confédération 2019-2020          | Rukinzo FC (finaliste de la coupe)   |
| Promotions et relégations                    |                                      |
| Promus en Ligue A                            | Burundi Sport Dynamique              |
| Promus en Ligue A                            | Top Junior de Kayanza                |
| Promus en Ligue A                            | Associacion Sportif Inter Star       |
| Relégués en Ligue B                          | Flambeau de l'Est                    |
| Relégués en Ligue B                          | Atlético Olympic                     |
| Relégués en Ligue B                          | Le Messager FC de Bujumbura          |